# Crows Landing
Crows Landing – jednostka osadnicza w Stanach Zjednoczonych, w stanie Kalifornia, w hrabstwie Stanislaus.